# ATP Taipei 1979
L'ATP Taipei 1979 è stato un torneo di tennis giocato sul sintetico indoor. È stata la 3ª edizione dell'ATP Taipei, che fa parte del Colgate-Palmolive Grand Prix 1979. Il torneo si è giocato a Taipei in Taiwan, dal 12 al 18 novembre 1979.

## Campioni

### Singolare maschile
Robert Lutz ha battuto in finale  Pat Du Pré con il punteggio di 6–3, 6–4, 2–6, 6–3

### Doppio maschile
Mark Edmondson /  John Marks hanno battuto in finale  Pat Du Pré /  Robert Lutz con il punteggio di 6–1, 3–6, 6–4